# 大八木栄治
大八木 栄治（おおやぎ えいじ、明治31年（1898年）5月29日 - 昭和37年（1962年）3月19日）は、日本の画家。大山町教育長。

## 略歴
- 1898年5月29日、山形県西田川郡鶴岡町（現・鶴岡市）に生れる。
- 1916年、荘内中学校（現・山形県立鶴岡南高等学校）を卒業。
- 1920年、東京美術学校（現・東京芸術大学美術学部）卒業。
- 北海道庁立室蘭中学校美術教師。
- 青森県女子師範学校美術教師。
- 山形県女子師範学校美術教師。
- 山形県立酒田高等女学校美術教師。
- 1928年、第9回帝展で作品『枯れたる向日葵』が入選する。県展無鑑査。
- 1933年、第20回教育絵画展覧会に作品を出品する。
- 大泉村立大泉中学校校長。
- 大山町立大山中学校校長。
- 鶴岡町立鶴岡第二中学校校長。
- 大山町教育長。
- 1958年、山形県教育功労賞を受賞。
- 1962年3月19日、死去する。享年64、鶴岡市の本住寺に葬られ、戒名は『教篤院榮信日定居士』。

## 人物
美術教師を務める傍ら画業に励み、日本画、水彩画、油彩画など多くの作品を残した。代表作に、第9回帝展で入選した『枯れたる向日葵』がある。

## 作品
- 『枯れたる向日葵』（油彩）個人蔵